# Wayne Cogswell
Wayne Cogswell (* 12. September 1937 in Easton als Winston A. Cogwell, Maine; † 29. November 2020 in Providence, Rhode Island) war ein US-amerikanischer Rockabilly- und Rock-’n’-Roll-Musiker sowie Songschreiber. Cogswell schrieb Ende der 1950er- und Anfang der 1960er-Jahre Hits für Stars wie Chet Atkins, Skeeter Davis und Floyd Cramer.

## Leben
1954 zog Wayne Cogswell, der damals bereits verheiratet war und fünf Kinder hatte, nach Memphis, Tennessee, auf der Suche nach Jobs als Musiker. Zwischenzeitlich hatte er den Bühnennamen „Wayne Powers“ angenommen. In Memphis arbeitete Cogswell zunächst als Verkäufer von Unterdruckreinigern und traf im selben Jahr noch Ray Harris, der gerade auf der Suche nach einem Gitarristen war. Cogswell schloss sich Harris‘ Band an und in den nächsten vier Jahren spielten die beiden zusammen. Mit Harris nahm Cogswell bei Sun Records in Memphis auf und war Co-Autor mehrerer Songs von Harris (Come On Little Mama, Where’d You Stay Last Nite, Foolish Heart).
Als Ray Harris Sun 1958 verließ und das Label Hi Records gründete, blieb Cogswell bei Sun. Er bekam nun die Gelegenheit, selbst für Sun ein paar Songs einzuspielen, von denen My Love Song und Point of View unter seinem Künstlernamen „Wayne Powers“ bei Suns Sublabel Phillips International veröffentlicht wurden. Es sollten jedoch seine einzigen Aufnahmen für Sun bleiben. Stattdessen arbeitete Cogswell für Sun als Studiomusiker und neben Jack Clement und Bill Justis als weitere „rechte Hand“ für Sam Phillips, den Besitzer des Labels. Zu seinen erwähnenswerten Arbeiten zählt die Betreuung von Mikki Milans Session, während der Milan Somehow Without You einspielte.
Anfang der 1960er-Jahre begann Cogswell sich mehr auf das Schreiben von Songs zu konzentrieren. Für Chet Atkins schrieb er die Hits Teensville, The Slop und Rainbows End sowie Skeeter Davis‘ Someday Someday. 1964 hatte Cogswell in kommerzieller Hinsicht seinen größten Erfolg. Al Hirt machte den mit Ray Peterson geschriebenen Song Night Theme zu einem Hit, der auch von vielen anderen Künstlern gecovert wurde. Cogswell nahm den Song selbst auch mit Peterson unter dem Pseudonym The Mark Two auf seinem eigenen Label WYE Records und 1967 bei Roulette Records auf. Er komponierte Songs auch als Wayne Powers und als Winston Cogswill.
Cogswell lebte mit seiner Frau Claire bis zu seinem Tod im November 2020 in Warwick (Rhode Island).

## Diskografie
| 1958                    | My Love Song / Point of View | Phillips Int. 3523 |
| 196?                    | Night Theme / Confusion      | WYE 5-1001         |
| 1967                    | Night Theme / Confusion      | Roulette 4784      |
| Unveröffentlichte Titel |                              |                    |
|                         | - What Will I Do             | Sun Records        |